# Lhotka (district de Beroun)
Pour les articles homonymes, voir Lhotka.
Lhotka est une commune du district de Beroun, dans la région de Bohême-Centrale, en République tchèque. Sa population s'élevait à 346 habitants en 2020.

## Géographie
Lhotka se trouve à 4 km à l'ouest-nord-ouest de Hostomice, à 17 km au sud-sud-ouest de Beroun et à 42 km au sud-ouest de Prague.
La commune est limitée par Lochovice à l'ouest et au nord, par Hostomice à l'est et au sud, et par Jince au sud-ouest.

## Histoire
La première mention écrite de la localité date de 1547.